# Talsperre Los Caracoles
Die Talsperre Los Caracoles (spanisch Represa Los Caracoles) ist eine Talsperre mit Wasserkraftwerk in der Provinz San Juan, Argentinien. Sie staut den Río San Juan zu einem Stausee (span. Embalse Los Caracoles) auf. Die Talsperre Punta Negra befindet sich rund 15 km flussabwärts. Die Provinzhauptstadt San Juan liegt ca. 50 km östlich der Talsperre Los Caracoles.
Die Talsperre dient in erster Linie der Stromerzeugung sowie zusätzlich der Bewässerung. Sie ist im Besitz von Energia Provincial Sociedad del Estado (EPSE) und wird auch von EPSE betrieben.

## Absperrbauwerk
Das Absperrbauwerk ist ein CFR-Damm mit einer Höhe von 128,8 (bzw. 136) m über dem Flussbett. Die Dammkrone liegt auf einer Höhe von 1119 m über dem Meeresspiegel. Die Länge der Dammkrone beträgt 620 m. Das Volumen des Absperrbauwerks liegt bei 9,7 (bzw. 10,35) Mio. m³. Der Staudamm verfügt über eine Hochwasserentlastung, über die maximal 3200 m³/s abgeleitet werden können.

## Stausee
Bei Vollstau erstreckt sich der Stausee über eine Fläche von rund 12,9 km² und fasst 565 Mio. m³ Wasser. Mit dem Einstau wurde am 10. Oktober 2008 begonnen.

## Kraftwerk
Das Kraftwerk ging am 13. April 2009 in Betrieb; es befindet sich ca. einen Kilometer flussabwärts der Talsperre. Die installierte Leistung beträgt insgesamt 125 (bzw. 135) MW. Die durchschnittliche Jahreserzeugung liegt bei 715 Mio. kWh. Die zwei Francis-Turbinen des Kraftwerks leisten jede maximal 62,6 MW. Die Fallhöhe liegt bei 150 m. Der maximale Durchfluss beträgt 90 m³/s für die beiden Turbinen.